# Brunnenluchgraben
Der Brunnenluchgraben ist ein Meliorationsgraben und orographisch linker Zufluss des Zülowkanals auf der Gemarkung der Stadt Mittenwalde im Landkreis Dahme-Spreewald in Brandenburg. Der Kanal beginnt im ehemaligen Gutspark des Mittenwalder Ortsteils Brusendorf. Er verläuft von dort in südsüdwestlicher Richtung und unterquert die Landstraße 40. Nach rund 3,2 km schwenkt er nördlich noch auf Mittenwalder Stadtgebiet nördlich des Rangsdorfer Wohnplatzes Fenne zunächst in südöstliche, später in südsüdöstliche Richtung und entwässert nördlich des Mittenwalder Wohnplatzes Vogelsang in den Zülowkanal.